# Adresní prostor
Adresní prostor je v informatice označení pro souvislý rozsah adres, tj. hodnot, pomocí nichž se rozlišují jednotlivé entity nebo položky. Podle kontextu se může jednat o adresy v operační paměti, vstupů výstupů, případně sektorů na disku (v oblasti operačních systémů) nebo o adresy síťové – například IP adresy (IPv4 či IPv6) nebo MAC adresy síťových adaptérů. O adresním prostoru obvykle mluvíme, pokud se pro rozlišování jednotlivých složek používají celá čísla (přestože síťové adresy bývají různým způsobem strukturované, obvykle mají pevnou délky je možné je převést na celé číslo); pokud se používá jiný druh identifikátorů, mluvíme o jmenném prostoru – například prostor doménových jmen v Internetu, prostor e-mailových adres, prostor URL, čísla domů v ulicích, názvy ulic ve městech nebo poštovní adresy. Na rozhraní mezi adresním prostorem a jmenným prostorem je prostor mezinárodních telefonních čísel podle doporučení ITU-T E.164, X.121 adres v datových sítích, které ani jedny nemají pevnou délku a u některých z nich nelze zanedbat úvodní nuly.
Adresní prostor obvykle poskytuje (nebo umožňuje) členění na části podle matematické struktury, kterou adresní prostor má. V případě lneárního uspořádání jako u adres v paměti jde o intervaly. V Internetu organizace IANA přiděluje rozsahy IP adres různých registračním autoritám, které spravují část globálního adresního prostoru internetu.

## Příklady
Typické příklady adresních prostorů:
- Operační paměť (fyzická paměť)
- Virtuální paměť
- Adresní prostor I/O portů
- Adresy v počítačových sítích
  - IP adresy
  - MAC adresy
- Adresní schéma pevných disků zvané Cylindr-Hlava-Sektor

## Mapování a překlad adres

Vztah mezi virtuálním adresním prostorem a fyzickým adresním prostorem

Častým postupem je překlad adres nebo mapování adres na jména či obráceně. Obvykle se určitá adresa nebo jméno vyšší úrovně mapuje na adresu nebo jméno nižší úrovně. Například Domain Name System (DNS) v Internetu zajišťuje mapování doménových jmen na IP adresy i opačně. Address Resolution Protocol (ARP) provádí převod IP adres na MAC adresy.
Ukázkovým příkladem překladu adres je překlad mezi logickou a fyzickou adresou je virtuální paměť, kde se virtuální adresy v logickém adresním prostoru převádějí v jednotce správy paměti na fyzické adresy. Díky tomu není nutné přidělovat procesům souvislé bloky paměti a ulehčuje se i ochrana paměti. Jednotka správy paměti je ve většině moderních mikroprocesorů zabudovaná. Diskový subsystém operačního systému může převádět jména souborů na čísla alokačních jednotek, které následně převádí na diskové adresy. Ty jsou u některých typů disků (přesněji řečeno u některých diskových rozhraní) lineární, u starších disků se však nakonec převádějí na číslo cylindru (též válce, příp. stopy), číslo hlavy a číslo sektoru.